# Festuca pulchella
Festuca pulchella là một loài thực vật có hoa trong họ Hòa thảo. Loài này được Schrad. mô tả khoa học đầu tiên năm 1806.